# Креплє
Креплє (словен. Kreplje) — поселення в общині Сежана, Регіон Обално-крашка, Словенія. Висота над рівнем моря: 300,4 м. Розташоване близько кордону з Італією.